# کینگ: مستند… از مونتگمری تا ممفیس
کینگ: مستند... از مونتگمری تا ممفیس  (به انگلیسی: King: A Filmed Record... Montgomery to Memphis) فیلمی به کارگردانی سیدنی لومت است.